# Canberra Challenger 1990
Il Canberra Challenger 1990 è stato un torneo di tennis facente parte della categoria ATP Challenger Series nell'ambito dell'ATP Challenger Series 1990. Il torneo si è giocato a Canberra in Australia dal 10 al 16 settembre 1990 su campi in sintetico. È stata l'unica edizione del torneo.

## Vincitori

### Singolare
Brett Steven ha battuto in finale  Andrew Kratzmann con il punteggio di 6–3, 6–4

### Doppio
Brett Custer /  Peter Doohan hanno battuto in finale  David Adams /  Jamie Morgan con il punteggio di 6–3, 6–4